# Haemaphysalis colasbelcouri
Haemaphysalis colasbelcouri este o specie de căpușe din genul Haemaphysalis, familia Ixodidae, descrisă de Santos Dias în anul 1958. Conform Catalogue of Life specia Haemaphysalis colasbelcouri nu are subspecii cunoscute.